# 江越哲也
江越哲也（えごし てつや　1951年12月19日- ）は、熊本県を拠点に活動する日本のラジオDJ。
熊本市出身。熊本市立壺川小学校、熊本県立済々黌高等学校、熊本大学卒業。

## 経歴
高石ともやに影響を受け、高校時代からフォークバンドを結成して熊本県内で人気を得る。その当時から熊本放送（RKK）でラジオ番組のレギュラーを持ち、同局ディレクターの薦めもあり、1973年6月に開催されたオールナイトニッポン主催の第1回全国DJコンテストに応募し、優勝。当時ニッポン放送アナウンサーだった糸居五郎とともに、アメリカで行われたDJ会議へ日本代表として参加。帰国後は、熊本でラジオDJ、タレントとして活躍。1989年6月1日にはFM802の開局番組を担当し、以降、同局の週末早朝生ワイドを8年間にわたって務めた。

現在は、RKKラジオほかでDJとして活躍。2001年4月開始の「土曜だ!! 江越だ!?」は、2024年4月から放送２４年目に入ったほか、ラジオ番組制作、メディア研究・講師、話し方講師、プロ養成アナウンス講座主宰、熊日生涯学習プラザ朗読講師、各種司会、CMナレーター等で活躍中。

## 主な出演番組
ラジオ
- RKK
  - 土曜だ!!江越だ!?（土曜 12:00-17:15、現在放送中、共演：イズミダタツヤ、片岡圭助等）
  - サンデードクターズサロン（日曜 17:30-18:00、現在放送中、
- FM佐賀
  - Look Back Goodies（土曜 18:00-18:55、現在放送中）

## 過去の担当番組
ラジオ
- RKK
  - 哲也とビアンのおっぴょろろ
  - 哲也と浩一ちゃんのおっぴょろろ[1]
  - 夜はあな・アナ（日曜 2005年4月～2006年3月）
  - 江越哲也の超！朝ナマ・ジョッキー！（祝日特別番組、日曜深夜 25:30-28:00（月曜1:30-4:00）2009年10月11日、11月22日、2010年1月10日、3月21日、2010年5月2日、7月18日、9月19日）
- FM802
  - MORNING SELECTION（毎日 5:00-7:00 金-日曜を担当、1989年6月-1992年頃）
  - POWER WEEKEND 802（土・日曜 5:00-7:00、1992年頃-1995年頃）
- FM熊本
  - ウェンディ・ストリート[1]
  - ナベちゃんの歴史・レシピ!?（月曜～金曜 15:25-15:30）
- fm791
  - Pop in Time（火曜 16:06-19:00、2007年3月27日に終了）

テレビ
- RKK
  - ニュースな気分ビバ!（土曜 9:30-10:??、1997年10月～1998年3月）
- TKU
  - 若っ人ランド（1987年 - ?）